# Logan's Run (boek)
Logan's Run is een sciencefictionroman, geschreven door William F. Nolan in 1967. Het verhaal werd in 1976 verfilmd onder dezelfde titel. 

## Synopsis
Het boek en de film verschillen enigszins van elkaar maar grofweg is de setting hetzelfde. Het verhaal speelt zich af in de 23e eeuw.
In deze wereld worden alle kinderen door robots opgevoed. Wanneer ze oud genoeg zijn, treden ze toe tot de samenleving. Deze is volledig gericht op plezier en vooral veel seks en wordt geregeerd door een centraal computersysteem. Op een bepaalde leeftijd (21 in het boek, 30 in de eerste film) moet iedereen zich melden om te worden gedood. Mensen die zich niet binnen een dag melden, worden achterhaald en vermoord door een zogenaamde zandman.
Logan is zo'n zandman. Hij komt echter in contact met een meisje genaamd Jessica. Jessica blijkt contacten te hebben met een ondergrondse organisatie die mensen helpt te ontsnappen aan de zandmannen. In het boek valt te lezen hoe de twee samen ontsnappen en uiteindelijk in het door oerwoud overwoekerde Washington D.C. in contact komen met een oude man, genaamd Gammal man, die door een fout in het systeem nooit door een zandman achtervolgd is. Hij is de leider van de ondergrondse beweging en leert hen dat oud worden niet erg is.
In het boek is vervolgens te lezen hoe Logan en Jessica vertrekken naar een ruimtestation in de buurt van de planeet Mars. Van hieruit zou een toekomstige revolutie vorm moeten krijgen.

## Alternatief filmeinde
Het boek werd in 1976 verfilmd. In de film leven de mensen in een ondergrondse stad. Logan en Jessica weten weg te vluchten en vertellen na hun terugkeer over hun ontdekkingen. De twee worden gearresteerd en Logan wordt verhoord door de centrale computer. Deze computer slaat op tilt door de informatie die Logan in zijn hoofd heeft. Hierop volgt een serie explosies waardoor de stad vernietigd wordt en de bewoners naar buiten vluchten, waar ze kennis maken met een voor hen onbekende wereld en de daar op hen wachtende oude man.